# Yaou Sangaré Bakary
Yaou Sangaré Bakary (* 7. November 1964) ist ein nigrischer Politiker und Diplomat. Er ist seit 2023 Außenminister Nigers.

## Leben
Yaou Sangaré Bakary studierte von 1984 bis 1988 Wirtschaftswissenschaft an der Universität Niamey und schloss sein Studium mit einer Maîtrise ab. Von 1994 bis 1995 besuchte er das Institut international des relations internationales du Cameroun in Yaoundé, an dem er ein Diplôme d’études supérieures spécialisées erwarb.
Bakary leitete ab 1995 das Büro für Asien und Ozeanien im nigrischen Außenministerium. Von 1997 bis 2005 arbeitete er als Erster Botschaftsrat an der Botschaft Nigers in Riad in Saudi-Arabien. Er stand anschließend bis 2008 dem Büro für die Afrikanische Union im Außenministerium vor. Er war von 2008 bis 2014 als Erster Botschaftsrat an der Botschaft Nigers in Paris tätig. Bakary wirkte danach von 2014 bis 2017 als Direktor für Europa, Amerika und Ozeanien im Außenministerium. Er war ab Juli 2017 Erster Botschaftsrat an der nigrischen Botschaft in Washington, D.C. in den Vereinigten Staaten, bis er im November 2018 mit dem gleichen Rang an die Botschaft Nigers in Havanna in Kuba wechselte. Bakary amtierte dort ab Dezember 2021 als Botschafter seines Landes. Am 15. März 2023 wurde er stattdessen als  Ständiger Vertreter Nigers bei den Vereinten Nationen in New York akkreditiert.
In der nach dem Militärputsch vom 26. Juli 2023 vom neuen Machthaber Abdourahamane Tiani am 9. August 2023 ernannten Regierung wurde Yaou Sangaré Bakary zum Minister für auswärtige Angelegenheiten, Kooperation und Auslandsnigrer berufen. Bis zum Putsch hatte Hassoumi Massoudou dieses Amt innegehabt, der die Rechtmäßigkeit der neuen Regierung bestritt.
Yaou Sangaré Bakary ist verheiratet und hat drei Kinder.